# الوسط التاريخي في بويبلا

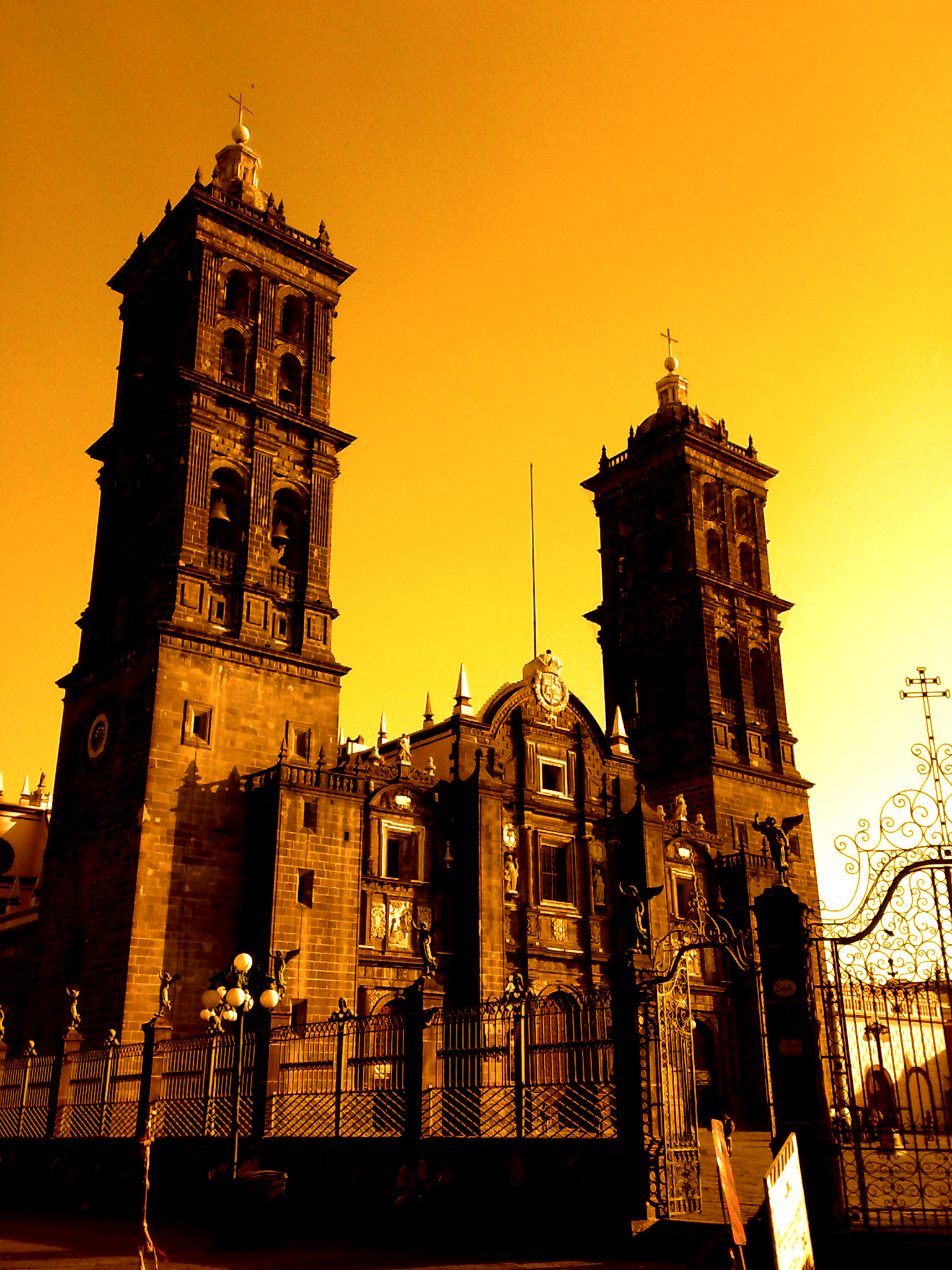
كاتدرائية بويبلا

تقع مدينة بويبلا ، التي تأسست عام 1531 في موقع فارغ سابقًا ، على بعد حوالي 100 كيلومتر شرق مكسيكو سيتي ، عند سفح بركان بوبوكاتيبيتل. تم الحفاظ على هذه المباني الدينية البارزة مثل الكاتدرائية في القرنين السادس عشر والسابع عشر ، والمباني الجميلة مثل القصر القديم لرئيس الأساقفة ، بالإضافة إلى عدد من المباني السكنية ذات الجدران المطلية بالبلاط الملون - «أزوليجوس». تم تكييف المفاهيم الجمالية الجديدة القائمة على مزيج من الأنماط الأوروبية والأمريكية مع الظروف المحلية وهي من سمات منطقة Baroque Puebla.